# Heinz Brühne
Heinz Brühne (* 23. Dezember 1904 in Hagen; † 1. Januar 1995 in Bad Krozingen) war ein deutscher Politiker (SPD).

## Leben und Beruf
Heinz Brühne besuchte die Volksschule und höhere Schule und wurde Verwaltungsanwärter bei der Stadtverwaltung Hagen. 1925 bis 1931 studierte er Wirtschafts- und Sozialwissenschaften an der Handelshochschule Nürnberg und den Universitäten Köln, Madrid und Frankfurt am Main. Das Studium schloss er 1929 mit dem kaufmännisches Diplomexamen und 1931 mit der Promotion zum Dr. rer. pol. in Frankfurt ab. Bis 1929 war er Syndikus in Organisationen der gewerblichen Wirtschaft und danach bis 1932 Diplom-Handelslehrer an der VHS Dr. Neundörfer in Offenbach am Main. 1932 bis 1934 war er Verkaufsleiter bei der Fa. Dr. H. Oschmann in Düsseldorf und 1934 bis 1940 Geschäftsführer im Reichsverband der Kolonialwaren- und Feinkostkaufleute, später Fachgruppe Nahrungs- und Genussmittel-Einzelhandel (bis 1937 für Rheinland, danach für Baden). 1936 erfolgte eine Verwarnung durch das NSDAP-Kreisgericht Köln wegen »Disziplinlosigkeit«. 1938 war er beim Handelsbund Wien als Geschäftsführer des Lebensmitteleinzelhandels eingesetzt, wegen »Disziplinlosigkeit« wurde er nach Neuwied versetzt (als Leiter des Hauses für Berufsgestaltung des Lebensmitteleinzelhandels). 1940 wurde er Sachbearbeiter bei der IHK Danzig. 1941 bis zur Vertreibung 1945 war er Mitinhaber der Fa. Oskar Appelt Kolonialwarengroßhandel in Preußisch Stargard, dazwischen leistete er 1941 bis 1942 Kriegsdienst. Nach der Vertreibung war er 1946 bis 1949 Geschäftsführer und Filialleiter bei der Zentralgenossenschaft in Bingen und ab 1956 Direktoriumsmitglied der Stadtsparkasse Dortmund.

## Politik
Heinz Brühne trat zum 1. Juli 1933 der NSDAP bei (Mitgliedsnummer 3.280.193). Im Rahmen der Entnazifizierung erhielt er am 21. Juli 1948 den Amnestiebescheid des Öffentlichen Klägers des Untersuchungsausschusses Kreis Bingen. Er trat der SPD bei und wurde 1949 hauptamtlicher Bürgermeister von Ingelheim und SPD-Fraktionsvorsitzender des Kreistags Bingen.
Vom 1. Juni 1955 bis zum 16. Oktober 1956 war er Mitglied im Rheinland-Pfälzischen Landtag. Im Landtag war er Mitglied im Rechtsausschuss.
Daneben war er 1930 bis 1931 Mitbegründer und Leiter der Hochschulgruppe des Evangelischen Christlich-Sozialen Volksdienstes an der Universität Frankfurt am Main, Mitglied des Präsidiums des Deutschen Städtebunds, im Vorstand des Städteverbands Rheinland-Pfalz, im Verwaltungsbeirat der Rheinischen Energie AG (Rhenag) Köln, im Aufsichtsrat der Mittelstandshilfe und der Krankenversicherungsanstalt AG für Mittelstand und Landwirtschaft.